# Totalimmortal
«Totalimmortal» — песня калифорнийской панк-группы AFI с мини-альбома All Hallow's EP. Принесла группе широкую известность благодаря каверу группы The Offspring, который попал в плей-листы радиостанций по всей Америке и стал саундтреком в фильме «Я, снова я и Ирэн». Выпущена в виде видео-сингла в 1999 году. Видеоклип спродюсирован Брентом Варонечки.
Также mp3.com выпустили с разрешения Nitro Records промо CD, на обложках некоторых из них неверно расположены логотипы. Обе версии на сегодняшний день довольно редкие.

## Список композиций
США — промо CD
1. «Totalimmortal» — 2:44, + бонусное вступление 0:09

США — промо VHS
1. «Totalimmortal» (Видеоклип) — 2:44, + бонусное вступление 0:09